# Gabriel Macé (journaliste)
Pour les articles homonymes, voir Gabriel Macé et Macé.
 (janvier 2017).
Si vous disposez d'ouvrages ou d'articles de référence ou si vous connaissez des sites web de qualité traitant du thème abordé ici, merci de compléter l'article en donnant les références utiles à sa vérifiabilité et en les liant à la section « Notes et références ».
Gabriel Macé (1918-1990) est un journaliste français. Il fut un personnage essentiel de l'histoire du Canard enchaîné de la fin des années 1940 jusqu'en 1990. Il est spécialiste de l'île Clipperton.

## Biographie
Né à Auros en Gironde, Gabriel Macé est élève au lycée de Périgueux, puis étudiant à Bordeaux. Licencié en lettres, il devient professeur d'anglais à Sarlat.
Il prend une part active à la Résistance dans la région bordelaise.
Il participe en septembre 1944 à Périgueux au lancement de L'Essor, un hebdomadaire satirique conçu durant l'Occupation, né de sa rencontre avec Pierre Fanlac et Jean-Paul Lacroix.
Il rejoint Le Canard enchaîné en 1947 avec Ernest Reynaud (R. Tréno). Il se spécialise dans la politique intérieure, tout en collaborant aux journaux Action, Franc-Tireur, Paris-Journal, Libération. En 1969, nommé rédacteur en chef, poste qu'il a constamment occupé jusqu'à sa mort, il a plus particulièrement la responsabilité de la partie « culturelle » du journal, pendant que Jean Clémentin dirige la partie « politique », en tant que co-rédacteur en chef du journal.
Il meurt en juin 1990 à 72 ans,.

### Commentaires
Se présentant comme anarchiste, il était avant tout un humaniste et un libéral : dans son bureau à Colombes, il écrivait sous la surveillance de la Déclaration des droits de l'homme et du citoyen.

« Merveilleux journaliste, il excellait dans tous les genres : billettiste, éditorialiste, conteur, poète, fabuliste, critique de théâtre et de télévision, reporter avec un art inimitable pour transformer ses voyages autour du monde en voyages autour de sa chambre. »

— Roger Fressoz

### Sources
- Le Figaro, 26 juin 1990
- Le Quotidien de Paris, 26 juin 1990
- Le Monde, 26 juin 1990
- L'Humanité, 26 juin 1990
- Libération, 26 juin 1990
- Le Canard enchaîné, 27 juin 1990